# 塞楞額
塞楞額（穆麟德轉寫：selengge；1686年—1748年），又作色楞額、色楞閣，瓜爾佳氏，滿洲正白旗人，清朝政治人物。
塞楞額於康熙四十八年（1709年）登己丑科三甲三十六名進士，授內閣中書。後擢升為翰林院侍講、國子監祭酒。康熙六十一年（1722年），任刑部郎中。雍正元年（1723年），任會考府掌印郎中、少詹事、殿試讀卷官、日講起居注官、內閣學士、教習庶吉士、經筵講官，並兼任禮部侍郎。雍正二年（1724年），署理國子監祭酒。同年，任刑部右侍郎。雍正四年（1726年），任禮部右侍郎，兼管兵部左侍郎，署理山東巡撫。同年，改任戶部右侍郎。雍正五年（1727年），任山東巡撫。雍正六年（1728年），任工部左侍郎，兼內閣學士行走。後因事而被奪官。
乾隆元年（1736年），賜副都統銜。乾隆三年（1738年），任鑲藍旗漢軍副都統。乾隆六年（1741年），任直隸提督。乾隆七年（1742年），任陝西巡撫。次年，調任江西巡撫。乾隆十一年（1746年），又調任山東巡撫，兼管提督。同年，擢升為湖廣總督。
乾隆十三年（1748年）孝賢皇后去世，按規定朝中大臣百日內服喪，不得剃髮，但塞楞額卻違規剃髮，被舉發，賜自盡。但多名官員私下剃髮，只有塞楞額獲死罪。
女一，武英殿大学士阿桂嫡妻。

## 延伸阅读
[在维基数据编辑]
 《清史稿/卷338》，出自趙爾巽《清史稿》
 《清史稿/卷338》